# ميلف

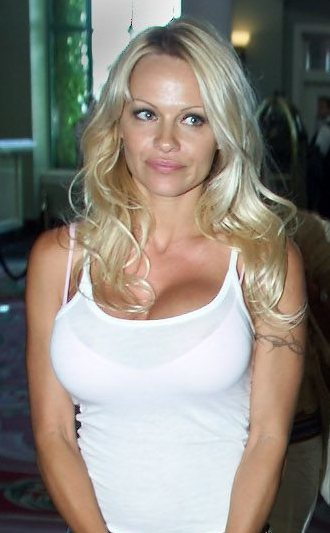
باميلا أندرسون مثال للميلف حسب عدة مواقع إلكترونية.

الميلف (بالإنجليزية: MILF)‏ هي علامة اختصار للعبارة الإنجليزية (Mother I'd Like to Fuck) وتعني (الأم التي أريد الجماع معها). هو مصطلح إعلامي يقصد به السيدات اللائي وصلن لسن الأم (بين 35 و65 سنة غالباً) وخصوصاً اللواتي يكن مثيرات جنسياً.

## تاريخ الكلمة
ظهر هذا المصطلح لأول مرة في فيلم «الخريج» (1967) الذي يحكي قصة متخرج مع سيدة أكبر منه سنها. ولاقى المصطلح انتشاراً خلال عقد التسعينات وخصوصاً في فيلم الفطيرة الأمريكية (1999) حيث تم الإشارة إلى الممثلة جينيفر كوليدج بهذا المصطلح.

## في الإباحية

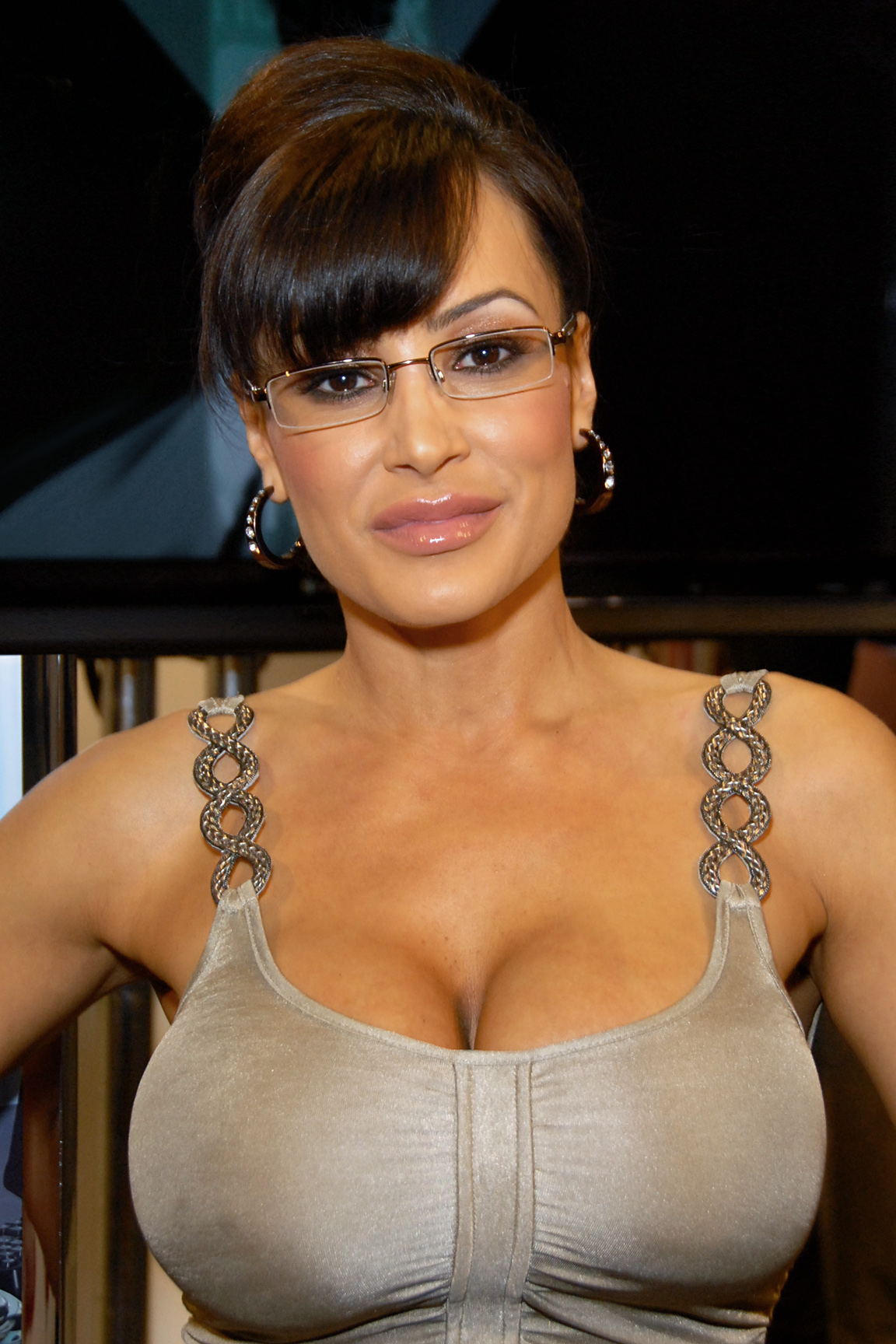
ليزا آن خلال معرض AVN الإباحي ممثلة لصنف الميلف في 8 يناير 2010.

عادة ما يتعلق هذ المصطلح مع الإباحية حيث يشار للممثلات بين 35 و65 سنة بهذا التصنيف، وفي الأفلام الإباحية عادة ما تظهر «الميلف» بشكل مثير وممتلئ الجسم والصدر والمؤخرة، وعادة تمثل مع ممثلين شبان وممثلات مراهقات في مشاهد السحاق.
بدأ تصنيف الميلف يظهر في الأفلام الإباحية مع بداية عقد الألفينات، وأول فيلم لهذا التصنيف هو "MILF Money 1 & MILF Hunter 1" في 2003. فيما أصدرت مجلة بلاي بوي نسخة مخصصة لهذه الفئة من الممثلات باسم "Hot Housewives". أما في الأفلام فمن أشهر الاستوديوهات اهتماماً بهذه الفئة نجد رياليتي كينغز في الولايات المتحدة، برازرز في كندا، ومادونا في اليابان.
منذ 2006 بدأت جائزة إكس روكو تقديم جائزة خاصة لأفضل ممثلة ميلف في السنة، والتي سيطرت على أغلبها الممثلتين الأمريكيتين ليزا آن وسارة بالين.